# Helius (Helius) ferruginosus
Helius (Helius) ferruginosus is een tweevleugelige uit de familie steltmuggen (Limoniidae). De soort komt voor in het Oriëntaals gebied.